# Artur Saternus
Artur Saternus, auch Arthur Saternus (geboren am 10. Mai 1892 in Schwientochlowitz; gestorben am 24. Juni 1970 in Angicourt), war ein deutscher Journalist, Autor und Übersetzer.

## Leben und Werk
Saternus war mit Marfa Saternus verheiratet. Ende März 1933 verließ er Deutschland und emigrierte zunächst nach Frankreich. Später lebte er in Budapest, bevor er 1948 nach Deutschland zurückkehrte. Seine letzten Jahre verbrachte er ab dem Jahre 1965 in Frankreich, wo er auch gestorben und begraben ist.
Saternus studierte Volkswirtschaftslehre und war schon in jungen Jahren politisch interessiert. Im Jahr 1919 wurde er bei der „Vorwärts“ in Berlin wirtschaftspolitischer Redakteur und übernahm 1928 das Gewerkschafts- und Wirtschaftsressort in Frankfurt am Main bei der „Volksstimme“. 1930 wurde er zum ersten Mal Chefredakteur bei der „Schwäbischen Tagwacht“ in Stuttgart.
Neben seiner Arbeit als Journalist und Schriftsteller war er außerdem als Übersetzer tätig. Während seiner Zeit in Ungarn übersetzte er mehrere Bücher von Sándor Márai aus dem Ungarischen ins Deutsche. Nach seiner Rückkehr nach Deutschland arbeitete er bei der „Welt der Arbeit“ in Köln. Dort hatte er seit Gründungsbeginn im Jahr 1950 bis einschließlich Herbst 1957 die Leitung inne und erhielt für seine Arbeit vor seinem Ausscheiden das Große Verdienstkreuz.

## Schriften (Auswahl)
- 1920 Die Schwerindustrie in und nach dem Kriege
- 1924 Zölle und Produktionskraft. Die Zollfrage als Problem der Produktionspolitik nach der Marktstabilisierung
- 1930 Versklavung oder Freiheit?
- 1941 Gegenwartseindrücke von der Persönlichkeit und vom Werk Stefan Széchenyis: seine Begegnungen mit Friedrich List
- 1959 Gewerkschaften und Presse, In: Gewerkschaft für Monatshefte, Bonn 10/1959: 587-592.[1]
- 1962 Die schimmelige Romanze des deutschen Konservatismus, In: Gewerkschaft für Monatshefte, Bonn 13/1962: 620-622.[2]
- 1963 Ohne Planung kein Aufbau Europas, In: Gewerkschaft für Monatshefte, Bonn 14/1963.[3]
- 1964 Die Oder-Neiße-Linie in der deutschen Außenpolitik, In: Gewerkschaft für Monatshefte, Bonn 15/1964, ISSN 0016-9447.

## Übersetzungen
- 1944 Rosa Ignaz: Kupfergeld. Ein Roman aus Siebenbürgen, Übers. Arthur Saternus, Hallwag, Bern 1944.
- 1944 Josef Babay: Der Stock von Rosenholz, Übers. Arthur Saternus, Verlag Walter, Olten 1944.
- 1947 Sándor Márai: Die Eifersüchtigen, Übers. Arthur Saternus, Hallwag, Bern 1947.
- 1955 Sándor Márai: Musik in Florenz, Übers. Arthur Saternus, Schweizer Dr.- und Verlagshaus, Zürich 1955.
- 2000 Sándor Márai: Der Wind kommt vom Westen. Amerikanische Reisebilder, Übers. Arthur Saternus, 2. Aufl., Langen Müller, München 2000.